# Нацизм в политическом спектре
Большинство учёных идентифицируют нацизм (национал-социализм) как форму ультраправой идеологии и политики, фашизма и крайнюю форму политического этнического национализма в рамках немецкого националистического движения фёлькише или находившуюся под сильным влиянием последнего.
Вопреки самоназванию («национал-социализм»), нацистский режим имел мало общего с социализмом и рассматривается в качестве антисоциализма.

## Форма ультраправой идеологии и фашизма
Крайне правая идеология в нацизме включают идею, что существуют люди «высшей расы», которые имеют право доминировать над другими людьми и очищать общество от предполагаемых «низших элементов». Нацистская идеология стала продолжением более ранних политических теорий, которые породили также итальянский фашизм.
Родерик Штакельберг относит фашизм — включая нацизм, который, по его словам, является «радикальным вариантом фашизма», — к правым идеологиям, объясняя эту позицию так: «Чем в большей степени человек считает абсолютное равенство между всеми людьми желательным условием, тем левее он будет в идеологическом спектре. Чем в большей степени человек считает неравенство неизбежным или даже желательным, тем правее он будет». Майкл Манн, полемизируя с противниками отнесения нацизма к фашизму, настаивает на том, что нацизм является фашизмом и что последний следует рассматривать как более общий феномен.
Ряд учёных склонны выделять нацизм как особый исторический феномен, не считая его одной из разновидностей фашизма. Так, по мнению американского историка Джона Лукача, между немецким национал-социализмом и итальянским фашизмом существовало больше различий, чем сходства. Израильский политолог Зеэв Штернхель исключает нацизм из семьи общего фашизма из-за «биологического расизма» нацистской идеологии.
По вопросам взаимоотношения фашизма и расизма в науке существуют разные мнения. Сторонники одной точки зрения, в целом склонные выделять нацизм из фашизма, полагают, что идея биологического расизма была прерогативой нацистского режима, тогда как в фашизме делается акцент на нацию, а не расу.
Согласно другой точке зрения, представленной прежде всего Роджером Гриффином и его школой «нового консенсуса», биологический расизм органично вплетается в теорию и особенно практику фашизма, основанную на идее необходимости революционного «возрождения» и «очищения» нации или расы (палингенезиса). Сторонники этой точки зрения, в частности, полагают, что «классический» итальянский фашизм имел более расистский характер, чем было принято признавать в историографии до конца 1980-х годов. Тем не менее, и эти учёные считают биологический расизм лишь одной (хоть и весьма распространённой) из возможных исторически обусловленных разновидностей такого непременного признака фашизма, как ультранационализм, и не считают идею расы неотъемлемым компонентом фашистской идеологии.
По мнению Гриффина, фашистский ультранационализм представляет собой не просто открыто антилиберальную, антипарламентскую форму национализма, но охватывает широкий спектр этноцентризма, возникающий из внутренней неопределённости понятия «нация» и из множества перестановок, в которых расизм может выражаться как рационализированная форма ксенофобии. Благодаря той многозначности и гибкости учёный считает, что выделяемый им «фашистский минимум» охватывает различные концепции «итальянской расы» в рамках итальянского фашизма, а также идеологию еврофашизма («Европа ста флагов»). Сюда входит и идея, ставшая частью большинства форм еврофашизма, — гомогенных этнических сообществ или этносов, а не национальных государств как основной единицы «здоровой» культуры. Фашистский ультранационализм также охватывает биологически детерминистский расизм (часто ошибочно приравниваемый к расизму tout court) и проявляющемуся в нацизме, а также в некоторых элементах идеологий румынской «Железной гвардии», Британского союза фашистов и венгерской Партии скрещённых стрел. В каждом случае такой расизм сосуществовал с «культурным» и «духовным» «диалектами» расизма, гораздо более близкими к господствующим фашистским типам.
Теория Гриффина отводит на второй план другие явные черты фашистского режима или движения, такие как его антисоциализм, дирижистская экономика и социальная политика, империализм, милитаризм, культ вождя и компромисс с традиционным консерватизмом. Гриффин относит их к «второстепенным» аспектам фашизма, которые могут возникнуть при попытке реализовать фашистскую утопию и не являются частью «фашистского минимума». В этом состоит основное различие с трёхчастным «типологическим описанием» Стэнли Пейна и определением, состоящим из одного предложения, оба из которых, согласно Гриффину, относятся к идеологическим, организационным и «стилистическим» аспектам фашизма, зависящим от специфического этоса межвоенного периода, а не присущим самому фашизму. Речь идёт в первую очередь о таких чертах, как культ вождя, парамилитаризм, театральная политика, территориальный экспансионизм, корпоративистская экономика.
Некоторые авторы считают, что идеальный тип фашизма Гриффина не подходит для описания нацизма, потому что тот был расистской, а не националистической идеологией. Гриффин отмечает, что в нацистской мысли германская нация и «германская раса» практически совпадали, а обращение к национализму простых немцев в смысле неумеренной любви к собственной культуре играло большую роль в социальной инженерии Третьего рейха.
Различные идеологии, впоследствии сформировавшие нацизм, прочно утвердились в немецком обществе задолго до Первой мировой войны. После Первой мировой войны сильное влияние на нацистов оказали другие ультраправые немецкие националисты, которые придерживались таких общих убеждений, как антимарксизм, антилиберализм и антисемитизм, национализм, презрение к Версальскому договору и осуждение Веймарской республики за подписание Компьеньского перемирия в ноябре 1918 года, которое позже привело к подписанию Версальского договора. Основным источником вдохновения для нацистов были крайне правые националистические фрайкоры, военизированные организации, которые участвовали в политическом насилии после Первой мировой войны. Первоначально среди ультраправых немцев после Первой мировой войны доминировали монархисты, но молодое поколение, которое было связано с национализмом в рамках движения фёлькише, было более радикальным и не делало никакого акцента на восстановлении немецкой монархии. Это молодое поколение стремилось разрушить Веймарскую республику и создать новое радикальное и сильное государство, основанное на воинственной правящей этике, которое могло бы возродить «Дух 1914 года», связанный с немецким национальным единством (фольксгемайншафт).
Гитлер положительно оценивал Британскую империю и её колониальную систему как живое доказательство превосходства «германской расы» над «низшими расами» и считал Великобританию естественным союзником Германии Он писал в «Майн Кампф», что в Европе ещё долгое время будут лишь две державы, с которыми Германия сможет заключить союз, — Великобритания и Италия.
Кайзер Вильгельм II, который был вынужден отречься от престола и бежать в изгнание из-за коммунистической революции в Германии, первоначально поддерживал нацистскую партию. Четверо его сыновей, включая принца Эйтеля Фридриха и принца Оскара, стали членами нацистской партии в надежде, что в обмен на их поддержку нацисты позволят восстановить монархию.
Гитлер восхищался Муссолини вплоть до того, что нацистское приветствие стало заимствованием римского салюта фашистов. Тем не менее, фашисты, в отличие от нацистов, могли не проявлять в крайней форме расизм и антисемитизм. Итальянские фашисты с 1930-х годов приняли доктрину о белом превосходстве в африканских колониях. Итальянский фашизм в ответ на приход Гитлера к власти и из-за необходимости союза с Германией, принял антисемитскую риторику и, в конечном итоге, антисемитскую политику. В 1936 году Муссолини сделал свой первый письменный донос на евреев, утверждая, что антисемитизм возник лишь потому, что евреи стали слишком сильно доминировать во власти многих стран; он заявлял, что евреи — «жестокое» племя, которое стремилось «полностью изгнать» христиан из общественно-политической жизни страны. В 1937 году член фашистской партии Паоло Орано критиковал сионистское движение как часть британской внешней политики, которая направлена на осуществление британских интересов без учёта христианского и мусульманского присутствия в Палестине. Об итальянских евреях Орано заявил, что они «должны заниматься только своей религией и не беспокоить патриотических итальянцев».

## Соотношение с социализмом и левыми
Вопреки самоназванию, нацистский режим имел мало общего с социализмом. Термин «национал-социализм» появился в результате попытки создать националистическое переопределение «социализма» — «альтернативу» международному социализму и свободному рыночному капитализму. Нацизм отвергал марксистские концепции классовой борьбы, космополитического интернационализма и стремился убедить все части нового немецкого общества подчинить свои интересы единой идее ради «общего блага», принимая политические интересы в качестве приоритета экономического устройства. Партия-предшественница НСДАП, Немецкая рабочая партия, была переименована в Национал-социалистическую немецкую рабочую партию, чтобы привлечь левых рабочих, а Гитлер был изначально против такого переименования. НСДАП боролась с политическими последствиями наличия отсылки к социализму в названии партии.
Муссолини был социалистом в начале Первой мировой войны, однако он порвал со своими товарищами, чтобы поддержать итальянский экспансионизм, а затем сформировал свою фашистскую партию, чтобы сокрушить их. Как и в итальянском фашизме, нацистские идеи были сознательно сформулированы так, чтобы отвергать идеи левых, а не подражать им. Хотя нацисты добивались высокого уровня государственного вмешательства в экономику, их «социализм» является второстепенным элементом. Партийная программа НСДАП 1920 года, 25 пунктов, включала отрывки, в которых осуждались банки, универмаги и «процентное рабство», что выглядит как марксистское неприятие свободного рынка. Однако речь шла о типичной антисемитской пропаганде, тогда как главная идеологическая цель партии не была вызовом существованию частной собственности. Вместо того, чтобы контролировать средства производства или перераспределять ресурсы для построения утопического общества, как предполагали социалисты, нацисты сосредоточились на защите социальной и расовой иерархии. Они обещали солидарность для членов Volksgemeinschaft («расового сообщества»), при этом отрицая права тех, кто не входил в этот круг.
При Гитлере партия в качестве своей политической базы прямо ориентировалась на средний класс и фермеров, а не на рабочий класс. Гитлер перестроил партию, чтобы она стала антисоциалистической, антилиберальной, авторитарной, ориентированной на предпринимателей — особенно после провалившегося Пивного путча 1923 года. Хотя нацисты пытались апеллировать к избирателям по всему политическому спектру, основателями партии и первоначальной базой были мелкие предприниматели и ремесленники, а не «промышленный пролетариат». Первых заметных успехов на выборах они добились в небольших городах и протестантских сельских районах в современных Тюрингии и Саксонии, среди избирателей, подозрительно относившихся к космополитическим, светским городам, для которых как «социализм», так и «капитализм» ассоциировались с евреями и иностранцами. Страх перед социальной революцией и ощущение того, что демократия с ее множественностью голосов и необходимостью компромиссов будет угрожать предпочитаемой ими социальной иерархии, придавали нацизму привлекательность в глазах этих избирателей. Некоторые ранние нацистские лидеры, такие как Грегор и Отто Штрассеры, апеллировали к недовольству рабочего класса, надеясь переключить внимание немецких рабочих от социалистических и коммунистических партий.
Гитлер имел собственное понимание социализма, противоположное общепринятому, не считая коммунизм и марксизм разновидностями социализма. Он утверждал, что марксисты украли понятие социализм и исказили его смысл, и рассматривал социализм как древнюю «арийскую», германскую традицию. «Арийцы», по его словам, пользовались некоторыми землями сообща. Социализм, в частности, большевизм, рассматривались нацистами как пагубный, «еврейский» импорт, который угрожал жизнеспособности немецкого народа.
Гитлер выражал неприятие капитализма, считая, что он имеет еврейское происхождение, и обвиняя капитализм в том, что он держит нации в заложниках ради интересов паразитического космополитического класса рантье. Он активно стремился заручиться поддержкой ведущих предпринимательских кругов, утверждая, что частное предпринимательство несовместимо с демократией. Он также отвергал коммунизм и эгалитарные формы социализма, утверждая, что неравенство и иерархия полезны для нации. Он считал, что коммунизм был изобретён евреями, чтобы ослабить нации путём поощрения классовой борьбы. Когда Гитлер пришёл к власти в партии в 1921 году, он уничтожил антикапиталистические части старой партийной платформы. После прихода к власти в стране в 1933 году Гитлер занял прагматичную позицию в отношении экономики, принимая частную собственность и позволив капиталистическим частным предприятиям существовать до тех пор, пока они придерживались целей нацистского государства, но не допуская предприятий, которые он считал противостоящими национальным интересам.
Со своей стороны, предприниматели приветствовали обещания нацистов подавить левых. 20 февраля 1933 года Гитлер и Герман Геринг встретились с большой группой промышленников. Гитлер заявил, что демократия и бизнес несовместимы и рабочих нужно отторгнуть от социализма. Он пообещал активные действия по защите бизнеса и собственности предпринимателей от коммунизма. Промышленники, включая ведущих деятелей из IG Farben, Hoesch, Krupp, Siemens, Allianz и других основных горнодобывающих и производственных групп, внесли затем более двух миллионов рейхсмарок в нацистский избирательный фонд, а Геринг красноречиво предположил, что это, вероятно, будут последние выборы на сто лет. Лидеры бизнеса отказалось от демократии, чтобы избавить Германию от социализма и разгромить организованных рабочих.
После четырёх избирательных кампаний с 1930 по 1933 год на антилевой и антиеврейской платформе, которая обещала уничтожить «иудео-большевизм», Гитлер стал канцлером в 1933 году. Он выполнил свои обещания предпринимателям и своим избирателям уничтожить социализм в Германии. Социалисты были среди первых и наиболее пострадавших жертв нацистской партии ещё до начала Второй мировой войны. В течение большей части 1933 года происходили преследования социалистов и коммунистов, ликвидация их партий, заключение в тюрьму и часто убийства членов руководства и рядовых членов партий.
Профсоюзы были в поле зрения Гитлера с того времени, как всеобщая забастовка парализовала правый переворот, Капповский путч в 1920 году. Он был свидетелем забастовок рабочих и принял, что никогда больше организованные рабочие не помешают правым прийти к власти. Памятник немецким забастовщикам, погибшим в противостоянии Капповскому путчу, был ритуально разрушен нацистами в 1936 году. Именно левые (профсоюзы и евреи), по мнению Гитлера и других правых, «нанесли удар» нации в спину на внутреннем фронте, что привело к поражению в Первой мировой войне. К началу мая 1933 года профсоюзы были уничтожены, а немецкий социализм был развален. Нацисты утверждали, что «идеи 1933 года» (национально-расовая нацистская «революция») победили идеи «1789 года», то есть Французскую революцию и её идеалы свободы, равенства и братства, которые вдохновляют левых.
Несмотря на заявления нацистов о «четырёхлетних планах» и управлении государством, неприкосновенность частной собственности и свобода заключения контрактов всегда сохранялись нацистами, даже в годы войны.
Гитлер был далёк от поддержки антиколониальных движений своего времени, как это делали социалисты по всему миру, напротив восхищаясь Британской империей как образцом «арийского» правления над «низшими расами» и надеялся сотрудничать с британцами в спасении западной цивилизации от советского «азиатского» варварства.
Политические силы за пределами Германии, которые принимали нацистские идеи, также в целом были антилевыми. Марионеточное правительство Виши в 1940 году было создано под лозунгом «Труд, семья, отечество» (фр. Travail, famille, patrie) и с использованием государственных ресурсов для поддержки идеи аутентичных французов, даже несмотря на то, что его создатели критиковали капитализм за предоставление льгот тем, кого они не считали французами. В отличие от многих европейских левых, многие консерваторы оказались готовы сотрудничать с нацистами. Эта ассоциация запятнала послевоенный европейский консерватизм.
Хотя Гитлер выступал против коммунистической идеологии, он неоднократно публично восхвалял Иосифа Сталина и сталинизм, в том числе за стремление очистить ВКП(б) от еврейского влияния, отметив чистку партии от «еврейских коммунистов», таких как Лев Троцкий, Григорий Зиновьев, Лев Каменев и Карл Радек. Хотя Гитлер всегда намеревался втянуть Германию в конфликт с Советским Союзом, чтобы получить Lebensraum («жизненное пространство»), он поддерживал временный стратегический союз между нацистской Германией и Советским Союзом, чтобы сформировать общий антилиберальный фронт и вместе победить либеральные демократии, особенно Францию.

## Фракции внутри нацистской партии
Внутри нацистской партии существовали фракции, как консервативные, так и радикальные. Консервативный нацист Герман Геринг призывал Гитлера к примирению с капиталистами и реакционерами. Среди других видных консервативных нацистов были Генрих Гиммлер и Рейнхард Гейдрих. Между тем, радикальный нацист Йозеф Геббельс выступал против капитализма, считая его оплотом евреев, и подчёркивал необходимость того, чтобы партия носила как пролетарский, так и национальный характер. Эти взгляды разделял Отто Штрассер, который позже покинул нацистскую партию и сформировал Чёрный фронт, полагая, что Гитлер предал социалистические цели партии, акцентируясь на капитализме.
Когда после 1929 года нацистская партия вышла из безвестности и стала крупной политической силой, консервативная фракция приобрела большее влияние, поскольку богатые спонсоры заинтересовались нацистами как потенциальной защитой от коммунизма. Нацистская партия ранее почти полностью финансировалась за счёт членских взносов, но после 1929 года её руководство начало активно искать пожертвования у немецких промышленников, а Гитлер начал проводить десятки встреч по сбору средств с ведущими предпринимателями. В разгар Великой депрессии, столкнувшись с возможностью экономического краха, с одной стороны, и возможностью формирования коммунистического или социал-демократического правительства, с другой, немецкий бизнес всё чаще обращался к нацизму, поскольку тот обещал построение управляемой государством экономики, которая поддерживала бы существующие деловые интересы. Предпринимательские группы делали значительные финансовые взносы в нацистскую партию как до, так и после захвата власти нацистами в надежде, что нацистская диктатура уничтожит организованное рабочее движение и левые партии. К январю 1933 года нацистская партия заручилась поддержкой важных секторов немецкой промышленности, в основном производителей стали и угля, страхового бизнеса и химической промышленности.
Значительные слои нацистской партии, особенно многие члены штурмовых отрядов (СА), были приверженцами официальных социалистических, революционных и антикапиталистических позиций партии и, когда партия пришла к власти в 1933 году, ожидали как социальной, так и экономической революции. В период непосредственно перед захватом власти нацистами были даже социал-демократы и коммунисты, которые перешли на другую сторону и стали известны как «нацистские бифштексы»: коричневые снаружи и красные внутри. Руководитель СА Эрнст Рём настаивал на «второй революции» («первая революция» — захват власти нацистами), которая привела бы к проведению социалистической политики. Кроме того, Рём хотел, чтобы СА включила гораздо меньшую немецкую армию в свои ряды и под его руководство. Как только нацисты пришли к власти, Гитлер приказал СА Рёма жестоко подавить левые партии, но те также начали нападения на людей, которых считали связанными с консервативной реакцией. Гитлер считал независимые действия Рёма угрозой своему лидерству и режиму, поскольку эти действия отчуждали консервативного президента Пауля фон Гинденбурга и консервативно ориентированную немецкую армию. Это привело к расправе Гитлера с Рёмом и другими радикальными членами штурмовых отрядов в 1934 году, что стало известно как Ночь длинных ножей.
Фактически антикапиталистическое течение нацистского меньшинства (штрассеризм) было устранено задолго до 1934 года. Фактически, штрассеризм уже был побеждён на Бамбергской конференции 1926 года, когда нацисты набирали менее 3 % голосов. Здесь Гитлер вернул диссидентов в строй, осудив их в качестве «коммунистов» и исключив экспроприацию земель и принятие решений на низовом уровне. Он усилил союз партии с малыми и крупными предприятиями и настаивал на абсолютной централизации принятия решений — фюрерстве («принципе фюрера»).

## Сближение нацизма с социализмом в дискурсе правых
Имеет широкое распространение идея, что нацизм принадлежит к левой части политического спектра и/или относится к социализму. Точка зрения может строиться на умозаключениях наподобие: «нацист» — это сокращение от «национал-социалист», значит, Гитлер и его приспешники были социалистами. Эта позиция исходит от консерваторов, стремящихся избежать ярлыков «фашист» или «нацист», которыми наделяли их левые с 1960-х годов.
Связывание социализма и нацизма для критики левых идей стало политическим оружием в период после Второй мировой войны. Такие разные исследователи, как Збигнев Бжезинский и Ханна Арендт, использовали широкую концепцию тоталитаризма. Эта формула позволила американцам легко перейти от взгляда на Советский Союз как на военного союзника к восприятию его экзистенциальной угрозой. Тоталитаризм подчёркивал структурные сходства и жестокие практики нацистских и сталинистских режимов. Однако эта концепция оказалась спорной в роли модели объяснения истоков или последующей привлекательности коммунизма и нацизма/фашизма. Хотя Гитлер и Сталин сотрудничали в попытке подчинения Восточной Европы в 1939—1941 годах, это был скорее «брак по расчёту», чем продукт идеологической связи.
Австрийский экономист и будущий лауреат Нобелевской премии Фридрих фон Хайек в своём бестселлере 1943 года «Дорога к рабству» добавил дополнительные аспекты в сопоставлении социализма и нацизма. Будучи убеждённым сторонником свободного рынка, Хайек негативно воспринял рост экономического планирования в демократических государствах, воплощённый в Новом курсе Франклина Рузвельта. Хайек писал, что любое вмешательство правительства в рынок подрывает свободу, в конечном итоге приводя к той или иной форме диктатуры. Он объединял фашизм и коммунизм как формы коллективизма, враждебные рыночной экономике и свободе, которую эта экономика представляет. Во второй половине XX века Хайек имел значительное влияние во всём мире на растущее консервативное движение. Он консультировал будущих лидеров, таких как Маргарет Тэтчер и Рональд Рейган, и его книга стала основополагающей для правых.
Сложившиеся представления о политическом спектре и месте в нём нацизма подвергаются сомнению со стороны ревизионистов, выступающих против концепции государства всеобщего благосостояния. Этот ревизионизм набирал силу в правом дискурсе Соединённых Штатов. Такие книги, как «Либеральный фашизм» Джоны Голдберга, отмечают, что многие ведущие фашисты, включая Бенито Муссолини, начинали как социалисты, а многие «прогрессисты» начала XX века приняли евгенические идеи, в конечном итоге вылившиеся в расовый геноцид, устроенный нацистами. Эти факты были использованы правыми, такими как Динеш Д'Суза и Кэндис Оуэнс: с их точки зрения левые, включая Берни Сандерса, Александрию Окасио-Кортес и Элизабет Уоррен, являются опасными преемниками нацистов. Утверждение Хайека, что любое вмешательство правительства в экономику ведёт к тоталитаризму, продолжает вдохновлять популярные работы, такие как «Большая ложь» Д’Сузы, подкрепляя идею, согласно которой государство всеобщего благосостояния является наркотиком, ведущим к геноциду.
Данный ревизионизм переносит «клеймо» геноцидного насилия Второй мировой войны с правых на левых с целью отвергнуть критику расиализированного популизма как «левый фашизм», а также предполагает, что война была «крестовым походом» против государственного коллективизма всех типов — включая государство всеобщего благосостояния, за которое боролись также многие силы на Западе. Ревизионисты используют упрощенный, неисторический силлогизм: поскольку социализм — это этатизм/коллективизм (например, общественное здравоохранение и общественный транспорт), а нацизм был этатистским/коллективистским (развивая в том числе общественное здравоохранение и общественный транспорт), следовательно социал-демократические идеи общественного здравоохранения и общественного транспорта являются фашистскими.
В 2007 году в книге «Либеральный фашизм» Джона Голдберг писал, что «первоначальные фашисты были на самом деле левыми, и что либералы от Вудро Вильсона до Франклина Делано Рузвельта и Хиллари Клинтон отстаивали политику и принципы, удивительно похожие на политику и принципы национал-социализма Гитлера и фашизма Муссолини». С этого времени консерваторы обвиняют своих оппонентов в «либеральном фашизме», когда взгляды и поведение самих консерваторов подвергаются сомнению.
«Большая ложь: разоблачение нацистских корней американских левых» Динеша Д’Сузы является основным трудом этого направления ревизионизма. Она была опубликована в Соединённых Штатах в 2017 году и вызвала положительную реакцию в среде правых. Эта работа инвертирует левую идею, что трампизм является зарождающейся формой фашизма, утверждая, что демократы и левые в целом являются истинными наследниками фашизма. По мнению автора, не Дональд Трамп, а Хиллари Клинтон и Берни Сандерс являются идеологическими последователями Муссолини или Гитлера. Д’Суза находится в рамках традиции неолибералов, таких как Хайек. В интерпретации Д’Сузы американский Новый курс, спасший миллионы американцев от нищеты после Великой депрессии, был формой фашизма, поскольку он подразумевал вмешательство государства.
Рональд Дж. Граньери отмечает, что именно партии, которые возникли в ответ на нацистский режим, построили государства всеобщего благосостояния. Осуждение их программ как «социализма» или предупреждение о связи между ними, по словам, Граньери — «не что иное, как историческая и политическая софистика, которая пытается превратить следствие в причину». Нацизм сохранил частную собственность, одновременно поставив все ресурсы общества на службу экспансионистской и расистской национальной идеологии, что включало завоевание и подчинение либо истребление других народов. Использование государственной власти для распределения финансовых ресурсов не было главным негативным аспектом этого режима и не приводит автоматически к тем же негативным последствиям. Мэтью Фицпатрик и Дирк Мозес называют аргументы данного ревизионизма «пагубным искажением исторических фактов». По их мнению, тезис о фашизме как социализме продвигают некоторые корпорации и медиа-спонсоры атак на концепцию государства всеобщего благосостояния, обеспокоенные популярностью среди молодежи таких политиков, как Джереми Корбин и Берни Сандерс.